# جورج برون
جورج برون (انگلیسی: George Brown؛ ۳ ژوئیه ۱۷۹۰ – ۲۷ اوت ۱۸۶۵ (۷۵ ساله)) فرد نظامی اهل پادشاهی متحد بریتانیای کبیر و ایرلند بود. وی همچنین برندهٔ جوایزی همچون نشان حمام شده‌است.